# Строневиці
Строневиці (пол. Stroniewice) — село в Польщі, у гміні Доманевиці Ловицького повіту Лодзинського воєводства.
Населення — 238 осіб (2011).
У 1975-1998 роках село належало до Скерневицького воєводства.

## Демографія
Демографічна структура станом на 31 березня 2011 року:
|          | Загалом | Допрацездатний вік | Працездатний вік | Постпрацездатний вік |
| -------- | ------- | ------------------ | ---------------- | -------------------- |
| Чоловіки | 124     | 22                 | 78               | 24                   |
| Жінки    | 114     | 13                 | 66               | 35                   |
| Разом    | 238     | 35                 | 144              | 59                   |